# Baraque Michel

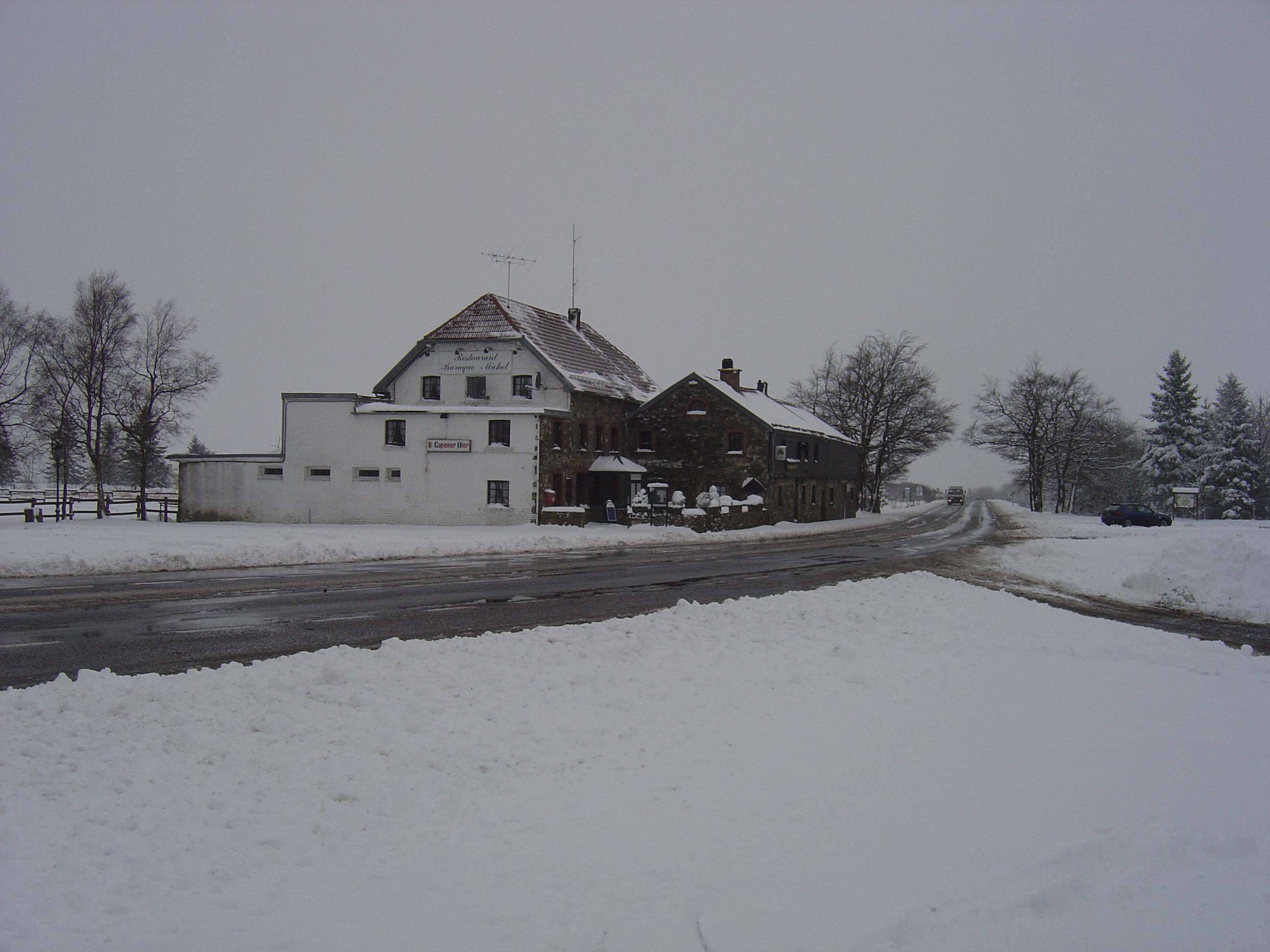
De Baraque Michel in de winter

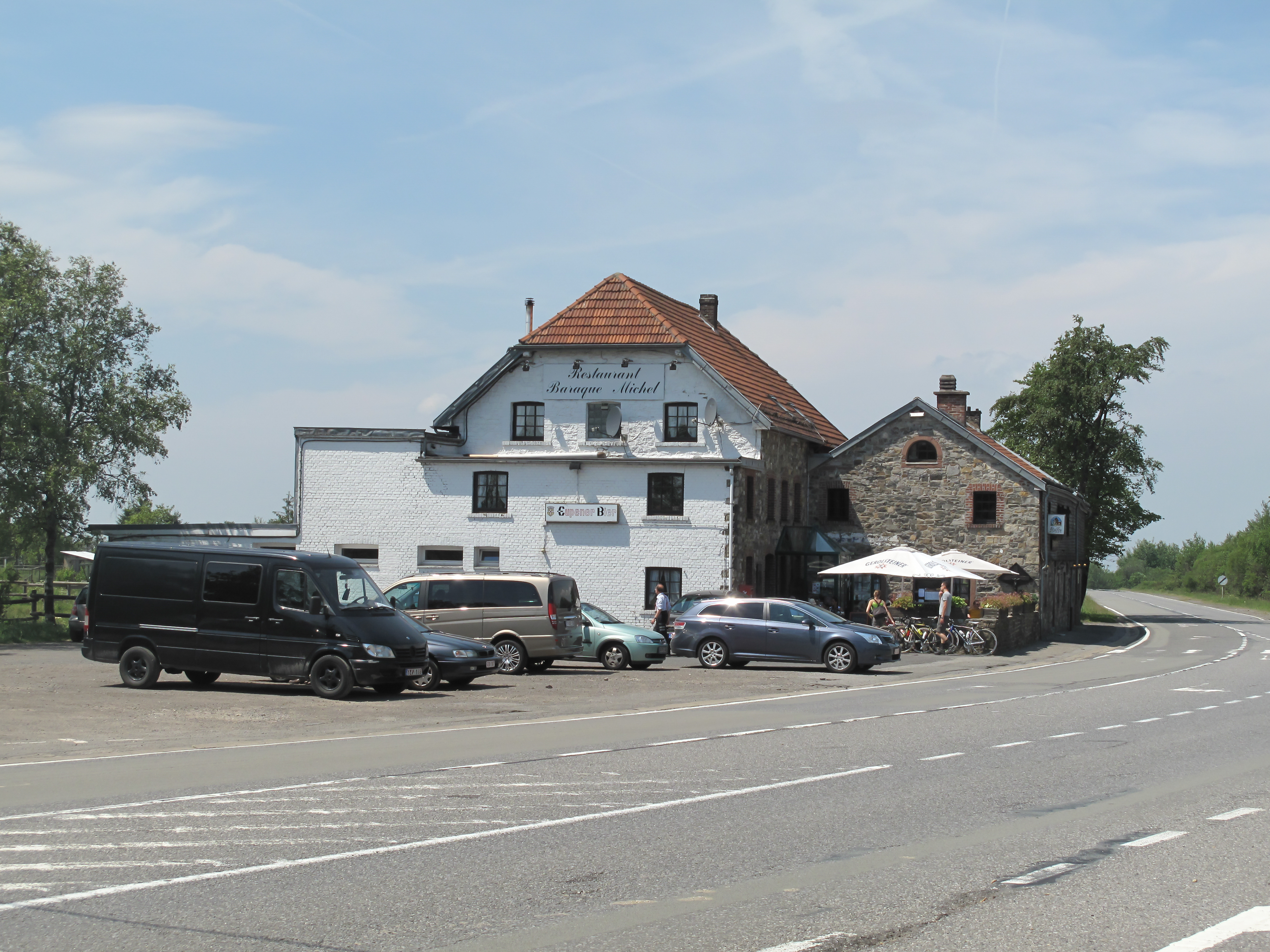
De Baraque Michel in de zomer

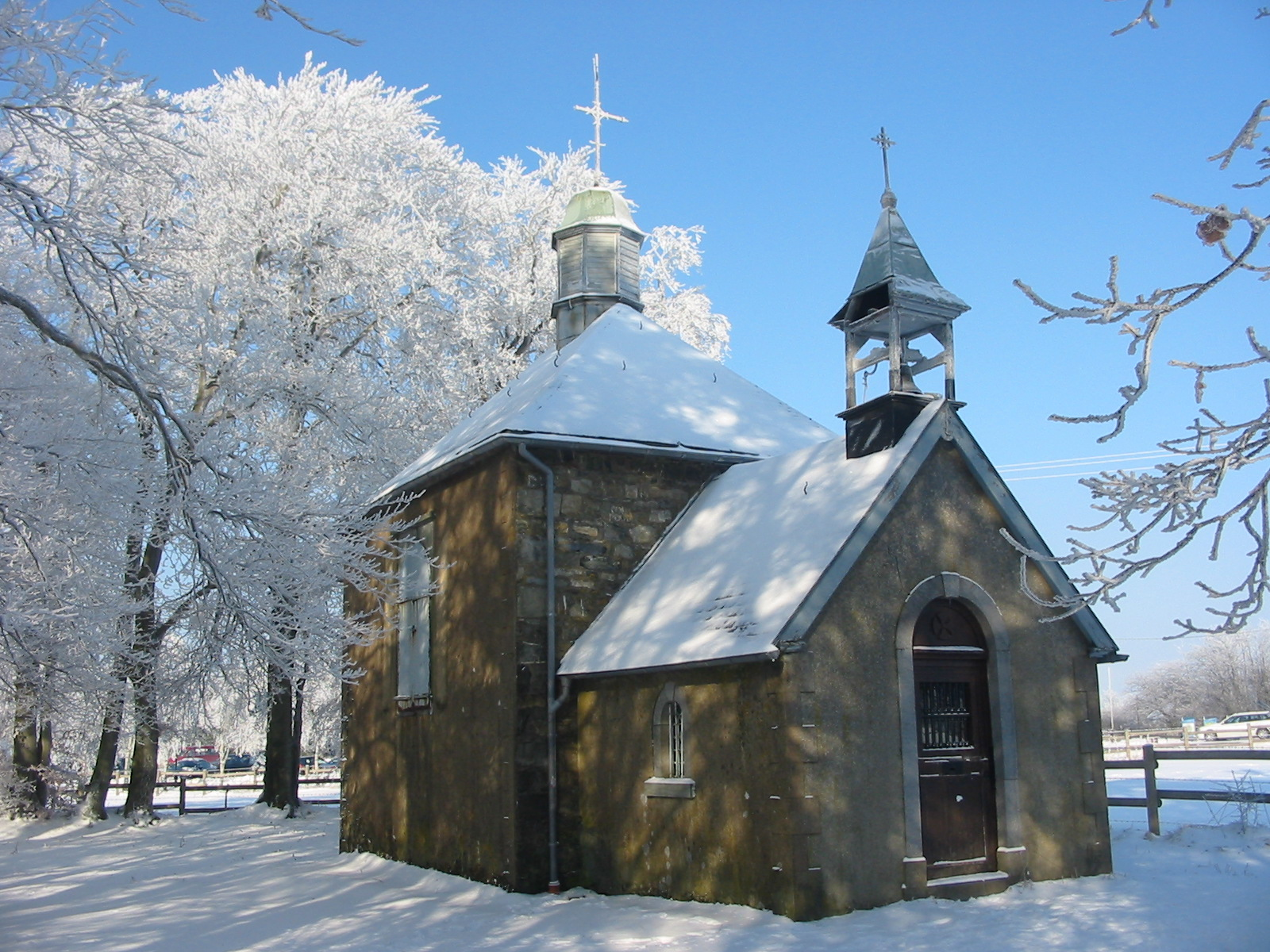
Fischbachkapel boven op de Baraque Michel

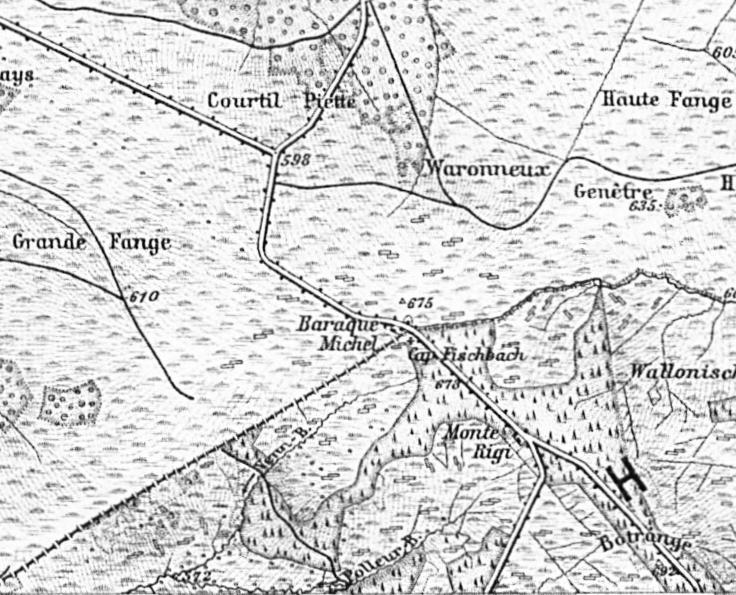
Kaartfragment 1897. Duitse militaire topografische kaart met Baraque Michel als grenspost.

De Baraque Michel (Duits : Michelshütte) is de naam van een herberg en de omliggende hoogveenvlakte in de Belgische Ardennen. De plaats ligt in een langlaufskigebied op een hoogte van 678 meter boven TAW (en 675 meter boven NN of NAP). Voor de Eerste Wereldoorlog was het een grenspost met Pruisen en de hoogste top van België. Sindsdien ligt de plek op het punt waar drie gemeentes elkaar raken: Jalhay, Malmedy en Weismes. Ongeveer een kilometer ten zuidoosten van Baraque Michel bereikt het plateau een hoogte van 681 m TAW.

## Geschiedenis van de herberg
De herberg van Baraque Michel is op een onbekend tijdstip gesticht, zeer waarschijnlijk rond 1811-1813, door Michel-Henri Schmitz (1758-1819), afkomstig uit Sinzig (Rijnstreek) en kleermaker van beroep. Rond 1798 vestigde hij zich als dagloner in het gehucht Herbiester en in 1799 huwde hij Marguerite Pottier (1765-1843) uit Jalhay. Hij liet de boerderij over aan zijn schoonouders om zich als herbergier in de Hoge Venen te vestigen.
Volgens een legende was Michel Schmitz verdwaald in de Venen tijdens een overtocht van het Hoog Plateau. Op de rand van de uitputting zou hij de wens hebben uitgesproken om, als hij aan de dood ontsnapte, een toevluchtsoord te bouwen in het Veen, waar verdwaalde reizigers asiel en versterking zouden kunnen vinden. Hij plantte zijn stok op de plaats waar hij zijn beslissing nam en Schmitz vond wonderbaarlijk de weg terug. Getrouw aan zijn gelofte bouwde hij een hut op de plaats van zijn avontuur waar hij een kluizenaar installeerde om zijn liefdadige zending te vervullen. Het zou deze hut zijn die aan de oorsprong ligt van de Baraque Michel.
De historische kritiek (vooral van Guillaume Grondal, Jean-Marie Klinkenberg) heeft dit verhaal naar het rijk der fabels gestuurd. Michel Schmitz vestigde zich inderdaad om commerciële redenen in het Veen. De plaats was overigens zeer oordeelkundig gekozen, in de onmiddellijke buurt van de belangrijke weg die het Hoog Plateau doorkruist.
Het primitieve nachtverblijf (nu verdwenen) bevond zich oostelijk van het huidige gebouw, aan de andere kant van de moderne baan, aan de rand van de weg van Jalhay naar Sourbrodt en Malmedy. Het werd na enkele jaren omgebouwd, in ieder geval voor 1819. Rond 1826 hielp een notabele uit Malmedy, Toussaint Fischbach de familie Schmitz om, dankzij stevige giften, enkele stukjes grond rond de herberg te verwerven.
Deze herberg speelde ook een rol als toevluchtsoord: op initiatief van Fischbach werd een klok (van onbepaalde oorsprong en met de inscriptie “Sancte Petre, ora pro nobis – 1589”) in 1827 aan de gevel opgehangen. De Schmitz kregen de opdracht de klok te luiden bij mistig weer om verdwaalde reizigers naar de herberg te leiden. Dat deden ze overigens tot 1856, voor de aanleg van de weg Eupen-Malmedy. Men moet wel weten dat de huidige klok slechts een kopie is van de authentieke bronzen. Inderdaad, M. Auguste Crémer de Monty, die in 1896 eigenaar werd van de Baraque Michel liet een kopie maken met de bedoeling om de originele klok in zijn verzameling op te nemen. Bij zijn dood in 1971, schonk de erfgenaam de echte “Cloche des Égarés” aan het Museum van Verviers.
Terzelfder tijd liet Fischbach in de Baraque een boek neerleggen dat het “IJzeren Boek genoemd werd, omwille van het metalen kaft. Alle geredde personen werden uitgenodigd om hierin hun naam te schrijven. Dit register werd tijdens de brand van 1889 vernield. Er stonden 126 getuigenissen in, waarvan 93 van voor 1836. Sommige daarvan (37 verhalen) werden kort voor de ramp op vraag van Albert Bonjean gekopieerd en vervolgens gepubliceerd in zijn werk “La Baraque Michel et le livre de fer”.
Op een ongekende datum (ongetwijfeld 1854, maar in ieder geval na 1833) bouwden de Schmitz een nieuwe herberg op de huidige plaats. Vanaf 1856, datum van de openstelling van de moderne weg van Eupen naar Malmedy, diende de Baraque Michel eveneens als wisselplaats voor de Pruisische postwagen (tot 1886). In 1889 werd dit gebouw door brand vernield, maar weldra op dezelfde plaats terug opgetrokken. De afstamming van Michel Schmitz stierf uit in 1894. Herinneren we er aan dat na de dood van de stichter in 1819, de herberg werd uitgebaat door zijn zoon Henri-Joseph, geholpen door zijn moeder en zijn zus. Hij huwde in 1837 en had vier kinderen. Bij zijn overlijden in 1853 voerde zijn weduwe het beleid over het etablissement tot zijn zoon Michel-Henri-Joseph volwassen was. Deze stierf in 1894 en liet aan zijn weduwe Anne-Marie Wey de zorg om het familiewerk voort te zetten. Maar de betrokkene verliet de Baraque in 1896. De herberg ging over in andere handen en wisselde meerdere keren van eigenaar. De Baraque Michel wordt sinds 1954 uitgebaat door de familie Bodarwé (café-restaurant-hotel).

## Etymologie
Zowel de persoonlijkheid van Michel Schmitz als de oorsprong van de naam “Baraque Michel” heeft onder historici talrijke discussies uitgelokt. Zo was volgens B. Willems, en J. de Walque het woord “Baraque” (of “Braque”) een toponiem dat al bestond voor de vestiging van Michel Schmitz op deze plaats in de venen. Het zou afgeleid zijn van het Germaans toponiem “Brack” (of “Wrack) dat “Onbebouwd land” betekende. Na de oprichting van de herberg zou het anonieme “Baraque” veranderd zijn in “Baraque (of Veen) van Michel”.
Deze stelling is weerlegd door Jean-Marie Klinkenberg. Volgens hem zijn de vormen “Brack” (of “Wrack) nooit vastgelegd tijdens die tijdsperiode (begin van de 19de eeuw), noch onder hun Germaanse vorm (op één uitzondering na, in 1828 – “Wez oder Brackfenn”), noch onder de vorm van een Romaans equivalent (dat “Braque” of “Baraque” zou zijn), om op een precieze manier de plaats in kwestie aan te duiden. Voor deze auteur is er geen probleem van een complex toponiem dat zich stelt in verband met de beroemdste van alle veenconstructies. De “Baraque Michel” is vanaf het begin goed en wel het “Huis van Michel (Schmitz)”.